# 얼리 어답터
얼리 어답터(영어: early adopter, lighthouse customer)란 남들보다 신제품을 빨리 구매해서 사용해야 직성이 풀리는 소비자 군을 일컫는다. 영어 단어 early(빠른)와 adopter(채택하는 사람)를 조합해서 만들어낸 말이다.
미국의 사회학자 에버릿 로저스가 1957년 저서에서 처음 사용한 말이다. 이 단어가 처음 사용되었던 당시에는 그다지 주목 받지 못하는 개념이었지만 1995년 무렵 첨단기기들이 등장하기 시작하면서 현대를 대표하는 신조어로 부상했다.

## 같이 보기
- 개밥 먹기
- 참여적 디자인